# Alban Lakata
Alban Lakata (ur. 25 czerwca 1979 w Lienzu) – austriacki kolarz górski, wielokrotny medalista mistrzostw świata i Europy w maratonie MTB.

## Kariera
Pierwszy sukces w karierze Alban Lakata osiągnął w 2004 roku, kiedy zdobył brązowy medal mistrzostw Europy w maratonie MTB. W sezonie 2005 zajął drugie miejsce w klasyfikacji generalnej Pucharu Świata w kolarstwie górskim, ulegając tylko Włochowi Mauro Bettinowi. W sezonach 2007 i 2008 zajmował trzecie miejsce, zdobywając także złoty medal na mistrzostwach Europy w maratonie w 2008 roku. W 2009 roku Lakata zdobył srebrny medal na mistrzostwach świata MTB w Stattegg, przegrywając tylko z Roelem Paulissenem z Blegii. Na rozgrywanych rok później mistrzostwach świata w maratonie MTB w Sankt Wendel Austriak był najlepszy, bezpośrednio wyprzedzając Włocha Mirko Celestino oraz Burry'ego Standera z RPA. Na rozgrywanych w 2013 roku mistrzostwach świata w maratonie w Kirchbergu ponownie był drugi, tym razem przegrywając tylko z Christophem Sauserem ze Szwajcarii. Nigdy nie startował na igrzyskach olimpijskich.